# 40ヤード走
40ヤード走（40ヤードそう、40-yard dash）とは、アメリカンフットボールの選手が持つスピード及び加速力を40ヤード（36.58m）走ることで評価する指標の一つであり、NFLスカウティングコンバインのテスト項目である。

## 概要
純粋なスピードが求められるポジションであるランニングバック、ワイドレシーバー、ディフェンシブバックは、このタイムが重要視される。コーナーバックは敵のワイドレシーバーと正対した状態で走るため、バック走のタイムが重要視される。
手動によるストップウォッチでの計測では0.25秒単位の誤差が出るため、現在ではレーザー光線が張られた40ヤードラインからエンドゾーンまでの純粋な通過タイムを計測する。
「40ヤード」という距離はパントキックの平均距離に基づいて決められており、4.5秒（40ヤードラインからキッカーが蹴ったボールが地面に着地するまでのタイム）を切るとランニングバック、ワイドレシーバー、ディフェンシブバックはNFLコンバインの平均だといわれている。
電気計測が採用された1999年以降のNFLコンバイン公認歴代最速記録はゼイビア・ウォージーが記録した4.21秒(2024年)である。　　　　　　　　　　　　　　　　　　　　　　　　　　　　　　　　
1999年以前の記録として1986年ダレル・グリーンの4.09秒、ボー・ジャクソンの4.12秒(4.13秒とも)などが有るがいずれも非公認記録であり、陸上のクリスチャン・コールマンが電気計測で4.12秒を記録したと主張しているが非公認記録である。
Reel Analyticsによると40ヤード走測定における歴代最高速度は2022年に歴代3位の4.23秒を記録したKalon Banesの25.1mph(40.39Km/h)である。2023年以降のNFLコンバインでは公式で最高速度を計測しており、2023年以降の最高速度は2023年にケイリー・リンゴの40ヤード走4.36秒における最高速度の24.55mph(39.51km/h)である。
ゼイビア・ウォージーの歴代最速タイム4.21秒における最高速度は24.41mph(39.28Km/h)であり、タリク・ウォーレンが記録した40ヤード4.26秒における最高速度の24.8mph(39.91km/h)のみならず、Bo Meltonが記録した40ヤード4.34秒における最高速度の24.5mph(39.43km/h)や、前述のケイリー・リンゴの40ヤード4.36秒における最高速度にも劣るなど、40ヤード走は競技性として40ヤード区間においていかに速く移動するかであり、純粋なスピードも必要だが、それよりも瞬発力や加速区間の適正が必要な種目である。そのため下記の通り、より長い距離で競う陸上競技との一定度の相関はあれど全くの別競技と言える。
アメリカンフットボールの競技性においてコーナーバックなどの一部のポジションを除くと、普段40ヤードを走る機会はそこまで多くなく、オフェンシブラインマンを始めとした10ヤードも走行しないポジションでは40ヤード走はあまり重要視されず、そのため途中経過の10ヤード地点でのスプリットタイムを計測しており重宝される。10ヤード走の公認歴代最速タイムは2008年にクリス・ジョンソンが記録した40ヤード走歴代4位の4.24秒における10ヤード1.40秒である。

## 40ヤード走の非公認記録
ダレル・グリーンは1986年のワシントン・レッドスキンズのトレーニングキャンプにおいて4.09秒を記録しており非公認の史上最速記録と目されている。また40歳の時に4.24秒を記録しており、50歳の時に4.43秒を記録している。
ボー・ジャクソンはオーバーン大学時代に4.12秒及び4.18秒を記録したと主張している。
マイアミ・ドルフィンズのJakeem Grantはテキサス工科大学時代の2016年にニューオーリンズ・セインツのスカウティングコンバインで手動計測ながら4.1秒を記録している。
ディオン・サンダースは1989年に4.27秒を記録している。
元陸上選手でラグビー選手のカーリン・アイルズはNFL挑戦に失敗した2013年にデトロイト・ライオンズのスカウティングワークアウトで4.22秒を記録しているものの、2019年に自身のXで手動計測ではないが助走付きの測定方法である事を公表している。

## NFLスカウティングコンバインにおける40ヤード走の公認記録一覧
電子計測が導入された1999年以降の公認記録である。
| 記録 | 氏名                             | 身長                | 体重            | ポジション       | 大学                             | ドラフト指名年 | ドラフト指名チーム及び順位                       |
| ---- | -------------------------------- | ------------------- | --------------- | ---------------- | -------------------------------- | -------------- | ------------------------------------------------ |
| 4.21 | ゼイビア・ウォージー             | 5 ft 11 in (180 cm) | 172 lb (78 kg)  | ワイドレシーバー | テキサス大学オースティン校       | 2024年         | カンザスシティ・チーフス全体28番目               |
| 4.22 | John Ross                        | 5 ft 11 in (180 cm) | 188 lb (85 kg)  | ワイドレシーバー | ワシントン大学                   | 2017年         | シンシナティ・ベンガルズ全体9番目指名            |
| 4.23 | Kalon Banes                      | 6 ft 0 in (1.83 m)  | 186 lb (84 kg)  | コーナーバック   | ベイラー大学                     | 2022年         | カロライナ・パンサーズ全体22番目指名             |
| 4.24 | Rondel Menendez                  | 5 ft 9 in (175 cm)  | 192 lb (87 kg)  | ワイドレシーバー | イースタンケンタッキー大学       | 1999年         | アトランタ・ファルコンズ全体247番目指名          |
| 4.24 | クリス・ジョンソン               | 5 ft 11 in (180 cm) | 192 lb (87 kg)  | ランニングバック | イーストカリフォルニア大学       | 2008年         | テネシー・タイタンズ全体24番目指名               |
| 4.26 | Jerome Mathis                    | 5 ft 11 in (180 cm) | 184 lb (83 kg)  | ワイドレシーバー | ハンプトン大学                   | 2005年         | ヒューストン・テキサンズ全体114番目指名          |
| 4.26 | Dri Archer                       | 5 ft 8 in (173 cm)  | 173 lb (78 kg)  | ランニングバック | ケント州立大学                   | 2014年         | ピッツバーグ・スティーラーズ全体97番目指名       |
| 4.26 | タリク・ウォーレン               | 6 ft 4 in (1.93 m)  | 205 lb (93 kg)  | コーナーバック   | テキサス大学サンアントニオ校     | 2022年         | シアトル・シーホークス全体153番目指名            |
| 4.26 | D.J.Turner                       | 6 ft 0 in (183 cm)  | 178 lb (81 kg)  | コーナーバック   | ミシガン大学                     | 2023年         | シンシナティ・ベンガルズ全体60番目指名           |
| 4.27 | Tyrone Calico                    | 6 ft 4 in (1.93 m)  | 228 lb (103 kg) | ワイドレシーバー | ミドルテネシー大学               | 2003年         | テネシー・タイタンズ全体60番目指名               |
| 4.27 | Stanford Routt                   | 6 ft 2 in (188 cm)  | 193 lb (88 kg)  | コーナーバック   | ヒューストン大学                 | 2005年         | オークランド・レイダース全体38番目指名           |
| 4.27 | Marquise Goodwin                 | 5 ft 10 in (178 cm) | 181 lb (82 kg)  | ワイドレシーバー | テキサス大学オースティン校       | 2013年         | バッファロー・ビルズ全体78番目指名               |
| 4.27 | Henry RuggsⅢ                     | 6 ft 0 in (1.83 m)  | 190 lb (86 kg)  | ワイドレシーバー | アラバマ大学                     | 2020年         | ラスベガス・レイダース全体12番目指名             |
| 4.28 | チャンプ・ベイリー               | 6 ft 0 in (183 cm)  | 192 lb (87 kg)  | コーナーバック   | ジョージア大学                   | 1999年         | ワシントン・レッドスキンズ全体7番目指名          |
| 4.28 | Jacoby Ford                      | 5 ft 9 in (175 cm)  | 190 lb (86 kg)  | ワイドレシーバー | クレムゾン大学                   | 2010年         | オークランド・レイダース全体108番目指名          |
| 4.28 | DeMarcus Van Dyke                | 6 ft 1 in (185 cm)  | 187 lb (85 kg)  | コーナーバック   | マイアミ大学 (フロリダ州)        | 2011年         | オークランド・レイダース全体81番目指名           |
| 4.28 | J. J. Nelson                     | 5 ft 10 in (178 cm) | 156 lb (71 kg)  | ワイドレシーバー | アラバマ大学バーミングハム校     | 2015年         | アリゾナ・カージナルス全体159番目指名            |
| 4.28 | Jalen Myrick                     | 5 ft 10 in (178 cm) | 200lb (91 kg)   | コーナーバック   | ミネソタ大学ツインシティー校     | 2017年         | ジャクソンビル・ジャガーズ全体222番目指名        |
| 4.28 | タイクアン・ソーントン           | 6 ft 2 in (188 cm)  | 181lb (82 kg)   | ワイドレシーバー | ベイラー大学                     | 2022年         | ニューイングランド・ペイトリオッツ全体50番目指名 |
| 4.28 | ネイト・ウィギンズ               | 6 ft 1 in (185 cm)  | 182 lb (83 kg)  | コーナーバック   | クレムゾン大学                   | 2024年         | ボルチモア・レイブンズ全体30番目指名             |
| 4.28 | Maxwell Hairston                 | 6 ft 1 in (185 cm)  | 183lb (83 kg)   | コーナーバック   | ケンタッキー大学                 | 2025年         |                                                  |
| 4.29 | Fabian Washington                | 5 ft 11 in (180 cm) | 188 lb (85 kg)  | コーナーバック   | ネブラスカ大学リンカーン校       | 2005年         | オークランド・レイダース全体23番目指名           |
| 4.29 | ドミニク・ロジャース＝クロマティ | 6 ft 2 in (188 cm)  | 184 lb (83 kg)  | コーナーバック   | テネシー州立大学                 | 2008年         | アリゾナ・カージナルス全体16番目指名             |
| 4.29 | Josh Robinson                    | 5 ft 10 in (178 cm) | 199 lb (90 kg)  | コーナーバック   | セントラルフロリダ大学           | 2012年         | ミネソタ・バイキングス全体66番目指名             |
| 4.29 | Zedrick Woods                    | 5 ft 11 in (180 cm) | 205 lb (93 kg)  | セイフティー     | ミシシッピ大学                   | 2019年         | ジャクソンビル・ジャガーズ ドラフト外            |
| 4.29 | Javelin Guidrey                  | 5 ft 9 in (175 cm)  | 191lb (87 kg)   | コーナーバック   | ユタ大学                         | 2020年         | ニューヨーク・ジェッツ ドラフト外                |
| 4.29 | Matthew Golden                   | 5 ft 11 in (180 cm) | 191lb (87 kg)   | ワイドレシーバー | テキサス大学オースティン校       | 2025年         |                                                  |
| 4.30 | Darrent Williams                 | 5 ft 9 in (175 cm)  | 176 lb (80 kg)  | コーナーバック   | オクラホマ州立大学               | 2005年         | デンバー・ブロンコス全体56番目指名               |
| 4.30 | Tye Hill                         | 5 ft 10 in (178 cm) | 185 lb (84 kg)  | コーナーバック   | クレムゾン大学                   | 2006年         | セントルイス・ラムズ全体15番目指名               |
| 4.30 | Yamon Figurs                     | 5 ft 11 in (180 cm) | 174 lb (79 kg)  | ワイドレシーバー | カンザス州立大学                 | 2007年         | ボルチモア・レイブンズ全体74番目指名             |
| 4.30 | Darrius Heyward-Bey              | 6 ft 2 in (188 cm)  | 210 lb (95 kg)  | ワイドレシーバー | メリーランド大学カレッジパーク校 | 2009年         | オークランド・レイダース全体7番目指名            |
| 4.30 | Jamel Dean                       | 6 ft 1 in (185 cm)  | 206 lb (93 kg)  | コーナーバック   | オーバーン大学                   | 2019年         | タンパベイ・バッカニアーズ全体94番目指名         |
| 4.30 | Jokorian Bennett                 | 5 ft 11 in (180 cm) | 188 lb (85 kg)  | コーナーバック   | メリーランド大学                 | 2023年         | ラスベガス・レイダース全体104番目指名            |
| 4.30 | Darien Porter                    | 6 ft 3 in (191 cm)  | 195 lb (88 kg)  | コーナーバック   | アイオワ州立大学                 | 2025年         |                                                  |
| 4.30 | Dont'e Thornton                  | 6 ft 5 in (196 cm)  | 205 lb (93kg)   | ワイドレシーバー | テネシー大学                     | 2025年         |                                                  |

## ポジション別の平均タイム
以下の表は2008年から2012年のNFLスカウティングコンバインにおける40ヤード走の各ポジションごとの平均タイムである。
| ポジション                 | 秒数 |
| -------------------------- | ---- |
| ワイドレシーバー           | 4.48 |
| コーナーバック             | 4.48 |
| ランニングバック           | 4.49 |
| フリーセイフティー         | 4.53 |
| ストロングセイフティー     | 4.55 |
| アウトサイドラインバッカー | 4.60 |
| タイトエンド               | 4.70 |
| インサイドラインバッカー   | 4.76 |
| フルバック                 | 4.80 |
| ディフェンシブエンド       | 4.80 |
| クォーターバック           | 4.93 |
| ディフェンシブタックル     | 5.06 |
| センター                   | 5.30 |
| オフェンシブタックル       | 5.32 |
| オフェンシブガード         | 5.37 |